# Муслин, Славолюб
Сла́волюб «Сла́во» Му́слин (серб. Славољуб Муслин / Slavoljub Muslin; род. 15 июня 1953, Белград) — югославский футболист, сербский и французский тренер.

## Биография
Выступал на позиции защитника за ОФК, БАСК, «Рад», «Црвену звезду», «Лилль» (Франция), «Брест» (Франция).
В составе «Црвены звезды» провёл 302 матча в чемпионате Югославии.
В 2006 году работал главным тренером в московском «Локомотиве», где заработал себе имя в российском футболе, достигнув 16-матчевой беспроигрышной серии и претендовав с командой на чемпионство, однако был уволен 16 октября того же года после сенсационного вылета в Кубке УЕФА от бельгийского «Зюлте-Варегема» и домашнего поражения от ФК «Москва».
29 декабря 2010 года подписал контракт с «Краснодаром»; работал с клубом до 9 августа 2013 года.
С 17 июня по 9 декабря 2014 года — главный тренер пермского «Амкара».
В июне 2015 года возглавил бельгийский «Стандард» из Льежа. Был уволен спустя 2 месяца после провала клуба в отборочном раунде Лиги Европы.
В 2016 году возглавил сборную Сербии. После того как под его руководством сборная пробилась на чемпионат мира в России, заняв первое место в своей группе, Муслин был уволен с поста главного тренера сборной.
В октябре 2018 года возглавил клуб «Аль-Фейха» из Саудовской Аравии. Под его руководством клуб провёл 12 матчей, в которых потерпел шесть поражений. В начале февраля Муслин был уволен.

## Достижения

### В качестве игрока
- Финалист Кубка УЕФА: 1978/79
- Чемпион Югославии (3): 1976/77, 1979/80, 1980/81

### В качестве тренера
- Чемпион Марокко: 1998/99
- Чемпион Югославии: 2000, 2001
- Чемпион Сербии и Черногории: 2004
- Чемпион Болгарии: 2002
- Обладатель Кубка Югославии: 2000
- Обладатель Кубка Сербии и Черногории: 2004
- Обладатель Кубка Болгарии: 2002